# Heliophanus capicola
Heliophanus capicola är en spindelart som beskrevs av Simon 1901. Heliophanus capicola ingår i släktet Heliophanus och familjen hoppspindlar. Inga underarter finns listade i Catalogue of Life.